# 佐賀製薬
佐賀製薬株式会社（さがせいやく）は、佐賀県三養基郡基山町に本社を置く日本の製薬会社である。
OTC点眼薬の製造・販売をしている。日本のみならず海外にも販路を拡大している。

## 沿革
- 1950年（昭和25年）6月 - 会社設立。資本金100万円。
- 1953年（昭和28年）1月 - 資本金を340万円に増資。
- 1973年（昭和48年）1月 - 資本金を1800万円に増資。新社屋が落成。
- 1975年（昭和50年）8月 - GMP施行、製造品目を見直し、点眼薬製造を主力とする。
- 1979年（昭和54年）12月 - 台湾へ輸出開始。
- 1989年（平成元年）5月 - 資本金を2500万円に増資。OTC市場開拓へ本格参入。
- 1991年（平成3年）2月 -  製造品目を再度見直し、点眼薬製造へ特化。生薬由来成分配合の点眼薬を開発。
- 1995年（平成7年）
  - 1月 - 資本金を3400万円に増資。
  - 11月 - 新GMP、PL法施行。新工場が落成。
- 1997年（平成9年）11月 - 第二包装工場、研究開発室を増設。
- 1998年（平成10年）
  - 4月 - 研究員を増員し、新製品の開発強化をはかる。
  - 7月 - 充填機を導入し、生産能力を向上。
- 2000年（平成12年）5月 - 創立50周年記念式典を実施。
- 2002年（平成14年）9月 - 新製品アレルギー点眼薬を開発、販売。
- 2004年（平成16年）12月 - 新たに充填機を導入。
- 2005年（平成17年）
  - 10月 - 新製品人工涙液点眼薬開発、販売。
  - 11月 - 独自の容器（13ml）を開発。
- 2013年（平成25年）11月 - 新包装機を導入。

## 商品
- ベルロビンプレミアム【第2類医薬品】
- アイリッチα【第2類医薬品】
- シャルマン【第3類医薬品】
- アイリッチ チアルージュ【第2類医薬品】
- マリンアイ抗菌S【第2類医薬品】
- マリンアイALG【第2類医薬品】
- アイリッチ ナチュラリズム【第3類医薬品】